# مارتن سميث (لاعب كرة قدم)
مارتن سميث (بالإنجليزية: Martin Smith)‏ (13 نوفمبر 1974 في المملكة المتحدة - ) هو لاعب كرة قدم بريطاني في مركز جناح ‏. شارك مع منتخب إنجلترا تحت 21 سنة لكرة القدم. أما مع النوادي، فقد لعب مع شيفيلد يونايتد ونادي سندرلاند ونادي نورثامبتون تاون وهدرسفيلد تاون ونادي كيترينغ تاون ونادي بليث سبارتانز ودارلينجتون إف سى.

## وصلات خارجية
- مارتن سميث على موقع قاعدة بيانات كرة القدم.إي يو (الإنجليزية)
- مارتن سميث على موقع Soccerbase.com (لاعب) (الإنجليزية)
- مارتن سميث على موقع عالم كرة القدم.نت (الإنجليزية)